# Чепелвейт
Чепелвейт (англ. Chapelwaite) — це американський телесеріал у жанрі горор, знятий за мотивами оповідання Стівена Кінга «Єрусалимський лот». Головну роль у серіалі грає Едрієн Броуді.
Прем'єра запланована на 22 серпня 2021 року.

## Сюжет
Шоу перенесе глядачів у 1850і роки, коли капітан Чарльз Бун після смерті дружини переїжджає з трьома дітьми в маєток до містечка Прічер Корнерс, штат Мен. Але головному герою судилося стикнутися з лячними сімейними таємницями та почати битву із силами, які випробовують багато поколінь родини Бунів.

## Акторський склад та персонажі[3]
| Актор            | Роль               |
| ---------------- | ------------------ |
| Едрієн Броуді    | капітан Чарльз Бун |
| Емілі Гемпшир    | Ребекка Морган     |
| Дженніфер Енс    | Хонор Бун          |
| Сірена Гуламгаус | Лоа Бун            |
| Ян Хо            | Тейн Бун           |

## Список серій
| № серії | Назва серії                            | Режисер(и)       | Сценарист телеадаптації       | Оригінальна дата показу |
| ------- | -------------------------------------- | ---------------- | ----------------------------- | ----------------------- |
| 1       | « Blood Calls Blood»                   | Burr Steers      | Jason Filardi & Peter Filardi | 22 серпня 2021          |
| 2       | «Пам'ятай про смерть» «Memento Mori»   | Burr Steers      | Jason Filardi & Peter Filardi | 29 серпня 2021          |
| 3       | «Спадок божевілля» «Legacy of Madness» | Jeff Renfroe     | Scott Kosar                   | 12 вересня 2021         |
| 4       | «Обіцяний» «The Promised»              | Jeff Kosar       | Declan De Barra               | 19 вересня 2021         |
| 5       | «Пророк» «The Prophet»                 | Rachel Leiterman | Jason Filardi & Peter Filardi | 26 вересня 2021         |
| 6       | «The Offer»                            | Rachel Leiterman | Scott Kosar                   | 3 жовтня 2021           |
| 7       | «De Vermis Mysteriis»                  | David Frazee     | Declan De Barra               | 10 жовтня 2021          |
| 8       | «Hold the Night»                       | David Frazee     | Jason Filardi & Peter Filardi | Буде оголошено          |
| 9       | «The Gathering Dark»                   | Michael Nankin   | Scott Kosar                   | Буде оголошено          |
| 10      | «The Keeper»                           | Michael Nankin   | Jason Filardi & Peter Filardi | Буде оголошено          |

## Виробництво

### Розробка
У грудні 2019 року повідомлялося, що Epix планує створити 10-серійну адаптацію «Єрусалимського лоту», сценаристами назначені Джейсон Філарді та Пітер Філарді, а Дональд Де Лайн займеться продюсуванням під егідою De Line Productions.

### Підбір акторів (кастинг)
У грудні 2019 року Едрієна Броуді взяли на головну роль капітана Чарльза Буна. У березні 2020 року Емілі Гемпшир приєдналася до акторського складу і зіграє Ребекку Морган.

### Знімання
Зйомки Чепелвейту розпочалися у квітні 2020 року в Галіфаксі, Нова Шотландія, але їх довелося відкласти через пандемію COVID-19. Процес відновився в Галіфаксі 5 липня 2020 року.